# 打首狱门同好会
打首狱门同好会（日语：／ uchikubi gokumon tōkōkai）是日本的三人摇滚乐队。2004年结成。

## 成员

### 现任成员
- 大澤敦史（日语：／ Ohsawa Atsushi），吉他手与主唱。在乐队内担任作词、作曲、录音、混音、网站运营、总体设计、演唱会交涉、电缆制作等。被称为“会长”。使用7弦吉他。2018年被任命为静冈县滨松市“滨松试一试大使（浜松やらまいか大使）”。
- 河本明日香（日语：／ Kawamoto Asuka），鼓手与主唱。在乐队内担任mixi平台管理、周边商品管理、安排练习时程等。
- junko，贝斯手与主唱。2006年11月加入。使用5弦贝斯。虽然弹贝斯时用右手，但平时吃饭都是用左手。
  - 2018年12月20日举办的演唱会中，进行了“junko生日会”环节，宣布了junko已到还历之年（60岁）[1]，该消息的引发的冲击极大，以致一度占据了Twitter趋势的头名。

### 支援
- SAKAMUKE（日语：サカムケ），VJ兼经纪人。2018年10月宣布结束活动[2]。
- 风乃海（日语：風乃海），VJ。SAKAMUKE退出后现一人负责原来两人的工作。

### 前成员
- 高山明，贝斯手与主唱。2006年3月退出。

## 简介
当初决定乐队名时，河本提议（Chonmage三重唱），而大泽与高山为了不用这个名字而说“‘打首獄門同好会’或者‘切腹愛護团体’或者‘終生遠島協同組合’哪个更好？”，因此决定了乐队名。开始的一段时间曾用同读音的名义活动，其他成员觉得给人印象过于恐怖，而改为现在的同好会。

## 经历
2004年9月乐队结成。2005年2月发布第一张Demo。
2006年3月贝斯手高山退出，11月junko加入。
2009年开始正式出道，发行全国流通专辑。
2014年结成10周年纪念，在YouTube开始节目，播放一些策划短片。
2017年开始“四季”企划，连续四个季节发布新作品。同年的RISING SUN ROCK FESTIVAL 2017音乐节中，与当地合作的饭店“10獄食堂”开张。12月发布的《冬盘》中收录歌曲《不想从被窝里出来》的MV由人气漫画形象担任主角。
2018年3月在日本武道馆开办专场演唱会，同日四季企划的最后一张《春盘》也将发售。此外与安桥合作推出限量定制款头戴式耳机。
2019年3月结成15周年，预定举行23场巡回演唱会。
2019年，因乐队的作品中对日本产农产品的夸赞，乐队被日本农林水产省任命为（国产农林水产物应援大使）。

## 作品

### 单曲
| 发售日         | 标题 | 编号 |
| -------------- | ---- | ---- |
| 2015年5月6日   |      |      |
| 2016年8月24日  |      |      |
| 2017年7月12日  |      |      |
| 2017年10月11日 |      |      |
| 2018年1月24日  |      |      |
| 2018年3月11日  |      |      |

### 专辑
| 发售日         | 标题 | 编号       |
| -------------- | ---- | ---------- |
| 2009年5月20日  |      | CBOM-1001  |
| 2010年10月26日 |      | 223-LDKCD  |
| 2011年1月25日  |      | 225-LDKCD  |
| 2012年10月16日 |      | 240-LDKCD  |
| 2013年10月15日 |      | 246-LDKCD  |
| 2014年8月20日  |      | 252-LDKCD  |
| 2015年11月18日 |      | LDCD-50124 |
| 2017年1月25日  |      | 273-LDKCD  |
| 2019年3月6日   |      | 300-LDKCD  |

### DVD
| 发售日        | 标题 | 编号                                  |
| ------------- | ---- | ------------------------------------- |
| 2016年6月12日 |      | 267-LDKDV（DVD） 268-LDKXD（Blu-ray） |

### 废盘
| 发售日    | 标题 |
| --------- | ---- |
| 2005年2月 |      |
| 2006年3月 |      |
| 2007年3月 |      |